# Ар-брют
Ар-брю́т, или ошибочно ар брют (фр. art brut — грубое искусство, здесь — необработанное, неогранённое искусство) — направление в изобразительном искусстве середины XX века. Понятие ар-брюта было введено французским художником Жаном Дюбюффе в 1945 году для обозначения собранной им коллекции картин, исполненных душевнобольными, детьми, внеевропейскими «дикарями», непрофессионалами и примитивистами. Жан Дюбюффе, помимо личного воплощения концепции ар-брюта, выставлял работы упомянутых выше социальных групп. В 1945 году в письме к своему другу, художнику Рене Обержонуа, он впервые употребил в отношении картин из психдиспансера термин «ар-брют» — art brut, «грубое искусство». Он был твёрдо убеждён, что именно такое искусство есть максимально честное и лишено налёта стереотипов. Их работы несут в высшей степени спонтанный характер и практически не зависят от культурных шаблонов. В частности, ар-брют не считается с конвенциями правдоподобия, живописной перспективы и условных масштабов, не признает разграничения реального и фантастического, иерархии материалов и т. д.
В качестве эквивалента в англоязычной литературе используется термин искусство аутсайдеров, англ. outsider art (см. также Категория:Маргиналы в искусстве), который ввёл в 1972 году искусствовед Роджер Кардинал. Близкие явления — маргинальное искусство, наивное искусство, визионерское или интуитивное искусство, фольк-искусство, новый вымысел (фр. Neuve Invention), примитивизм.

## Истоки понятия

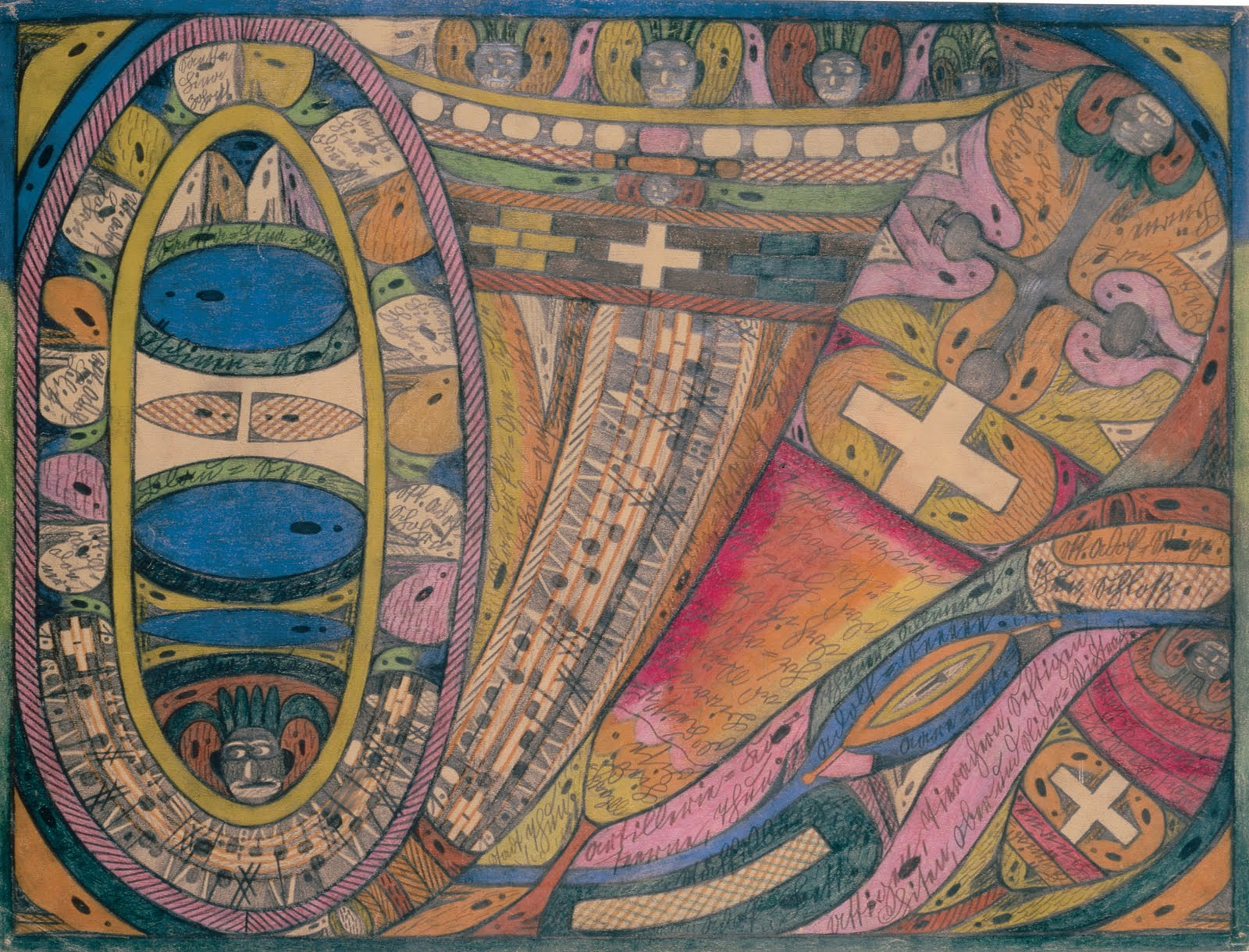
Адольф Вёльфли «Без названия», около 1930

Психиатр Эмиль Крепелин, работая в Гейдельбергском университете, стал первым коллекционером творчества душевнобольных. Он изучал разные психические заболевания: шизофрению и маниакально-депрессивный психоз, описал шизофазию и олигофрению, занимался психологической профилактикой алкоголизма, — а вместе с тем коллекционировал творчество душевнобольных. Но в 1903 году Э. Крепелин переводится из Гейдельбергского университета в Мюнхенский, он оставил большую часть коллекции в Гейдельберге, куда в 1919 году пришёл работать другой талантливый психиатр Ханц Принцхорн.
Ханц Принцхорн заинтересовался собранием, оставшимся от Крепелина, и начал его изучать, пополнять и каталогизировать. Опубликованная Х. Принцхорном в 1922 году монография «Художественное творчество душевнобольных» оказала большое влияние на концепцию ар-брюта. Монография разошлась большим тиражом из-за иллюстраций, которые были восторженно приняты людьми искусства. Особенно монография понравилась группам сюрреалистов, примитивистов и авангардистов — потому что творчество душевнобольных во многом было им близко, точнее, сочетало в себе черты, присущие всем этим направлениям.

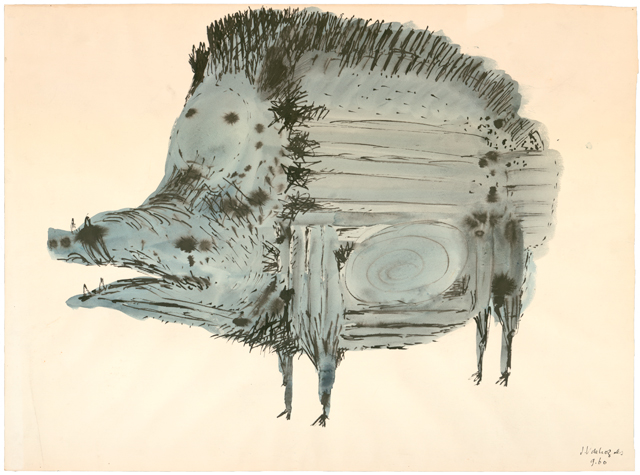
«Без названия», 1960

Также большое влияние на концепцию ар-брюта оказала монография швейцарского психотерапевта Вальтера Моргенталера «Душевнобольной как художник» (1921).
Данные монографии привлекли внимание сюрреалистов и Дюбюффе, последний собрал крупную коллекцию произведений ар-брют, с 1976 находящуюся в Лозанне (Шато де Больё, первый главный хранитель в 1976—2001 — Мишель Тевоз). Авангардное искусство XX в. (дадаизм, сюрреализм, футуризм и др.) активно обращается к опыту ар-брюта.
Термин «аутсайдер арт» (outsider art) сначала должен был выступать английским эквивалентом французского ар-брюта, но позже значительно расширился, включив в себя, помимо ар-брюта, произведения такой категории, как «Новый вымысел», а также специфическую группу художников, которые представляли настоящих художников-аутсайдеров.
Кто такой настоящий художник-аутсайдер? Это человек, не получивший академического художественного образования, создающий произведения искусства без ориентации на зрителя, арт-рынок или какой-либо иной художественный шаблон. Художник-аутсайдер работает исключительно для себя, посредством искусства выпуская из глубин подсознания скопившиеся там и вырывающиеся оттуда образы и идеи. При этом он не считает себя художником и не придает свою деятельность огласке.

## Жан Дюбюффе и ар-брют
Ж. Дюбюффе искал, как можно выразить искусство «вне контекста культуры», чтобы в нём был и варварский дух, и стихийность. Хаос, который существует на полотнах данного художника — полная противоположность культуре: уродливые, пугающие формы, беспорядочные композиции, многозначные абстракции.
Дюбюффе разделил с Бэконом заслуженную славу мастера изображения военного мнения с помощью грубых поверхностей и примитивистских рисунков, на основе которых он создал философию художественного направления, названного им арт-брют. «Брутальное» использование масляной краски, зачастую смешанной с песком, и неопрятная манера её наложения на холст сформировали новый образ человека.
В общей сложности художник создал около 10 000 работ, которые образуют однородные по стилю серии «серии» Дюбюффе. За каждой из них он проводил иногда два года, а иногда 12 лет.
Среди них: «Женские тела» (1950), «Маленькие картинки из крыльев бабочек» (1953), «Маленькие статуи ненадежной жизни» (1954), «Феномены» (1958), «Ретроспектива Жана Дюбюффе» (1960—1961), цикл «Урлуп» (1967), «Театры памяти» (1975—1978).
Работы Дюбюффе представлены в крупнейших музеях мира, таких как Музей современного искусства г. Парижа, Фонд Дюбюффе, Музей современного искусства Нью-Йорка, Музей ван Бенингена в Роттердаме, Национальная галерея в Берлине.

## Ар-брют и фотография

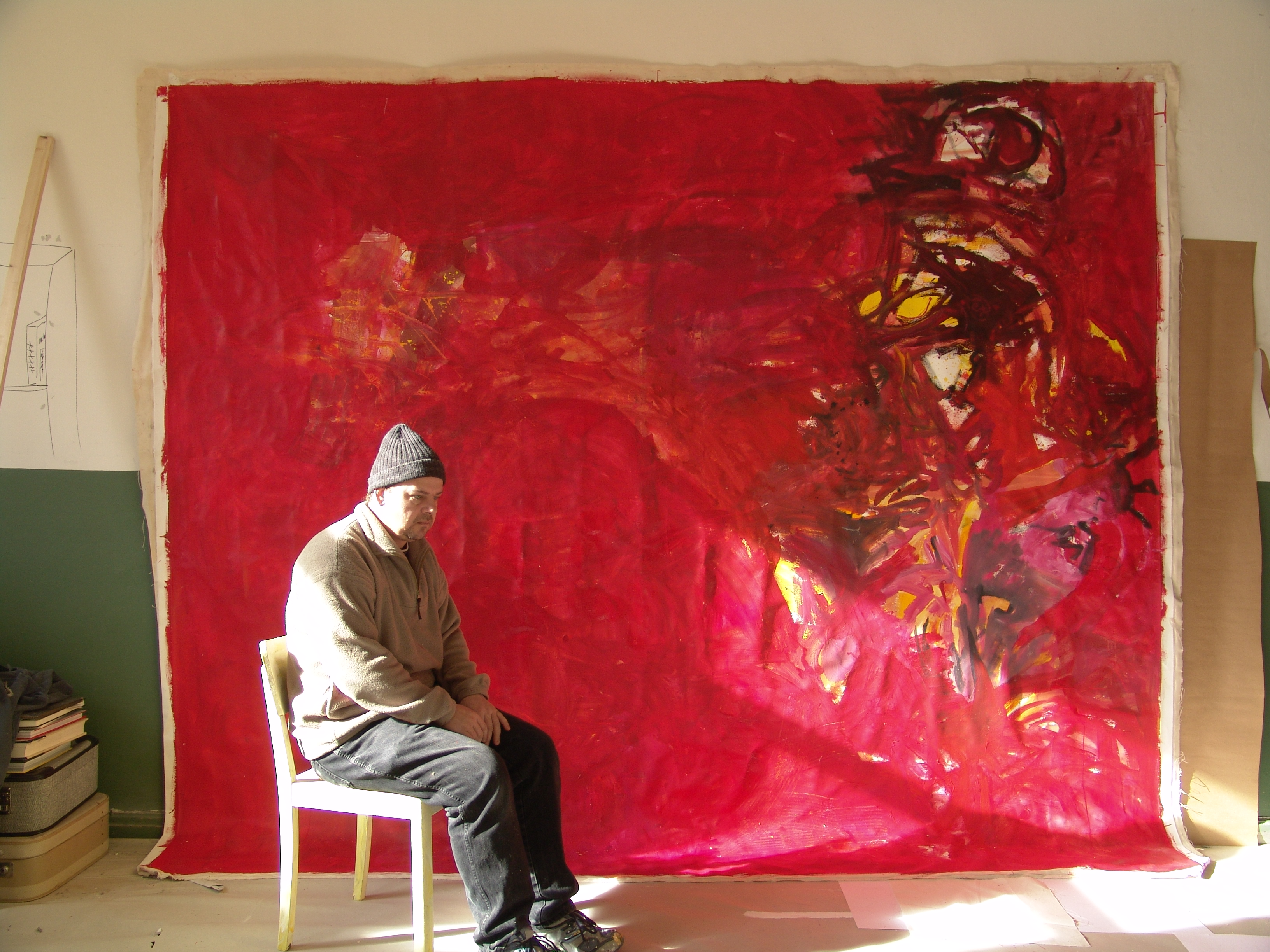

Наиболее известным фотохудожником, который работал в направлении ар-брюта, был Мирослав Тихий (1926—2011). В течение сорока лет Мирослав Тихий, в силу сложившихся жизненных обстоятельств, жил на улице в родном городе Киёве. Он снимал фотоаппаратами собственного изготовления — их он делал из мусора, трубок от рулонов туалетной бумаги, скрученной проволоки, деталей от выброшенных приборов. Снимал Тихий только женщин. В конце 1990-х годов подвальный архив бездомного фотохудожника нашел его старый приятель, Роман Баксбаум. С 2004 года Роман Баксбаум стал организовывать выставки М. Тихого. Первая персональная выставка прошла на фестивале в Севилье в 2004 году, затем собственная ретроспектива в Кунстхаусе в Цюрихе в 2005-м и персональная выставка в Чехии, сопровождаемая концертом Майкла Наймана. Мирослав Тихий выставлялся на фестивале «Встречи в Арле» в 2005-м году, где победил в номинации «Открытие года». Вместе с фотографиями часто экспонируют и его странные фотокамеры.

## Ар-брют сегодня

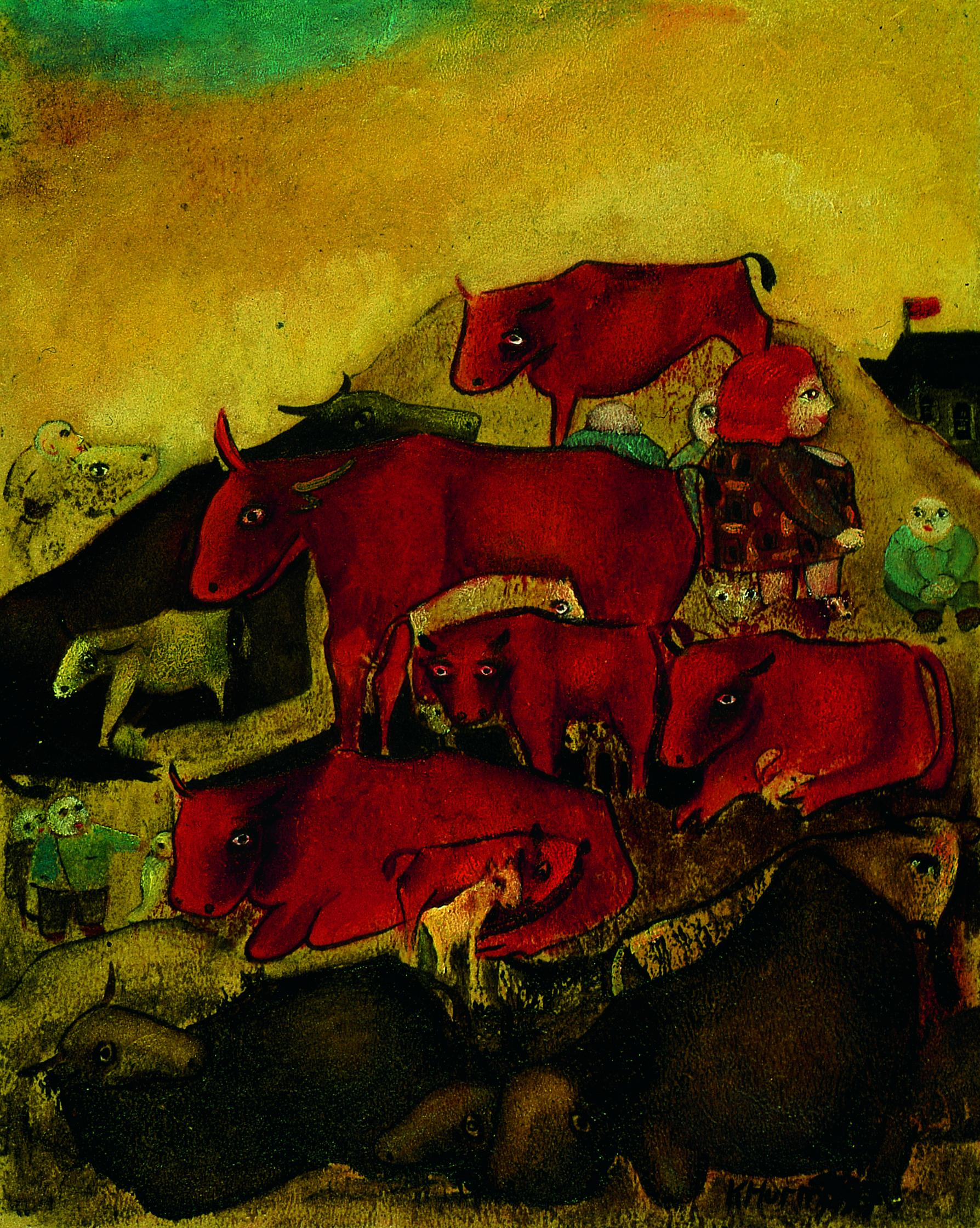
«Животные на горе», 1997

Сегодня ар-брют принято рассматривать как изобразительное искусство в наиболее чистом своем выражении, как неожиданный психический выброс из глубин сознания и подсознания, зафиксированный на бумаге или выполненный в материале. Главные условия того, что работу можно отнести к категории арт-брют, это наличие трех «изо»: изобретательности и изолированности изображающего. То есть, её создатель не должен идентифицировать себя как художник и осознавать, что он создает искусство. Только в такой атмосфере возможно появление на свет уникального продукта, не имеющего ничего общего со стандартами классического или современного искусства.

## Персоналии
Среди наиболее известных авторов ар-брюта — Мортон Бартлетт, Йозеф Карл Рэдлер, Эугенио Санторо, Фердинан Шеваль, Фридрих Шрёдер-Зонненштерн, Адольф Вёльфли, Алоиза (Алоиза Корбаз), Огюстен Лесаж, Луи Сутер, Август Валла, Йоханн Хаузер, Генри Дарджер, Золтан Кемени, Мадж Гилл, Джованни Батиста Подеста, Франсис Ньютон Соуза, Жанна Трипье, Мартин Рамирес, Джудит Скотт, Рафаэль Лонне, Яёи Кусама, Мирослав Тихий, Леонид Пурыгин, Сергей Кулик и др.
Достойное место в этом ряду занимают Александр Лобанов и Роза Жарких. Их работы выставляются в Коллекции ар-брюта в Лозанне и других крупнейших собраниях.

## Музеи и коллекции
- Музеи или коллекции ар-брюта имеются в Берне, Лозанне, Вене, Санкт-Галлене, Гейдельберге, Чикаго, Балтиморе, Москве и др.;

- Музей современного искусства, Париж;
- Музей современного искусства Нью-Йорка;
- Музей Бойманса-ван Бёнингена, Роттердам;
- Национальная галерея, Берлин.